# Hiroshi Sugimoto
Hiroshi Sugimoto (杉本博司  Sugimoto Hiroshi?), nacido en 1948, es un fotógrafo japonés radicado en Nueva York.  
Sugimoto comenzó su trabajo con "Dioramas" en 1976, continuó con "Portraits" en 1999.
Su fotografía "Boden Sea" fue elegida por U2 como portada de su disco No Line on the Horizon. Su obra aparece con frecuencia como series y su estilo se puede considerar minimalista y conceptual.
Año 2016, exposición en la Fundación Mapfre de Barcelona.
En el año 2001 recibió el Premio internacional de la fundación Hasselblad por su obra